# Trichomycterus chiltoni
Trichomycterus chiltoni es una especie de peces de la familia Trichomycteridae en el orden de los Siluriformes.

## Morfología
• Los machos pueden llegar alcanzar los 17 cm de longitud total.

## Distribución geográfica
Se encuentra en Chile. Biogeograficamente, esta especie se encuentra exclusivamente en la provincia Chilena, específicamente en la parte alta de la cuenca del Río Andalién y en la zona media o de transición en la cuenca del Río Biobío. Ambas en la VIII Región del Biobío, por ello se dice que esta especie presenta un fuerte endemismo, además de estar gravemente amenazada.